# Space Dungeon
Space Dungeon è uno sparatutto a schermata fissa per arcade sviluppato dalla divisione statunitense di Taito, Taito of America, e pubblicato da Taito stessa nel 1982. Nel 1983 Atari lo converte per la sua console Atari 5200.
È incluso esclusivamente nella raccolta per PlayStation Portable Taito Legends Power-Up, uscita nel 2006 solo in Occidente.

## Modalità di gioco
Ogni livello di Space Dungeon è composto da trentasei stanze, le quali sono collegate da porte aperte di varie dimensioni. Una stanza in ogni livello è l'ingresso, dove inizia il giocatore, e un'altra è la stanza "Collect Bonus". Altre stanze possono contenere o meno difese laser, alieni ostili o vari pezzi di tesoro.
L'obiettivo in ogni livello è di navigare usando una mappa automatica verso la stanza contenente l'area "Collect Bonus", visitando quante più stanze e raccogliendo quanti più tesori possibile lungo il percorso. L'unica arma del giocatore è un cannone laser, che spara un raggio pulsante e solido in una qualsiasi delle otto direzioni.
I punteggi più alti vengono assegnati per uscire da ogni livello con più tesori. Un bonus di 10.000 punti viene assegnato se il giocatore visita ogni singola stanza del livello, indipendentemente dal fatto che tutti i tesori del livello siano stati raccolti o meno. Poiché al giocatore viene assegnata una nave extra ogni 10.000 punti, questo e i grandi valori in punti dei tesori (specialmente quelli successivi) hanno creato un'interessante tensione tra il mettere al sicuro i tesori già raccolti o il rischiare di perdere navi per acquisirne altri.
Se la nave del giocatore si scontra con un nemico o con uno dei suoi colpi di spore prima di raggiungere il "Collect Bonus", tutti i tesori raccolti vengono lasciati nella stanza in cui la nave è stata distrutta. Questa stanza è indicata sulla mappa da una "X".